# Koreaanse sprinkhaanzanger
De Koreaanse sprinkhaanzanger  (Helopsaltes pleskei synoniem: Locustella pleskei) is een zangvogel uit de familie Locustellidae. Deze vogel is genoemd naar de Russische ornitholoog Theodor Pleske (1858-1932).

## Verspreiding en leefgebied
Deze soort komt voor in oostelijk Azië van oostelijk Siberië tot Korea, Kyushu en de Izu-eilanden en overwintert in zuidelijk China.

## Status
De grootte van de populatie wordt geschat op 2500-10.000 volwassen vogels. Aangenomen wordt dat deze kleine populatie door habitatverlies verder afneemt. Op de Rode lijst van de IUCN heeft deze soort daarom de status kwetsbaar.